# The Bronx (band)

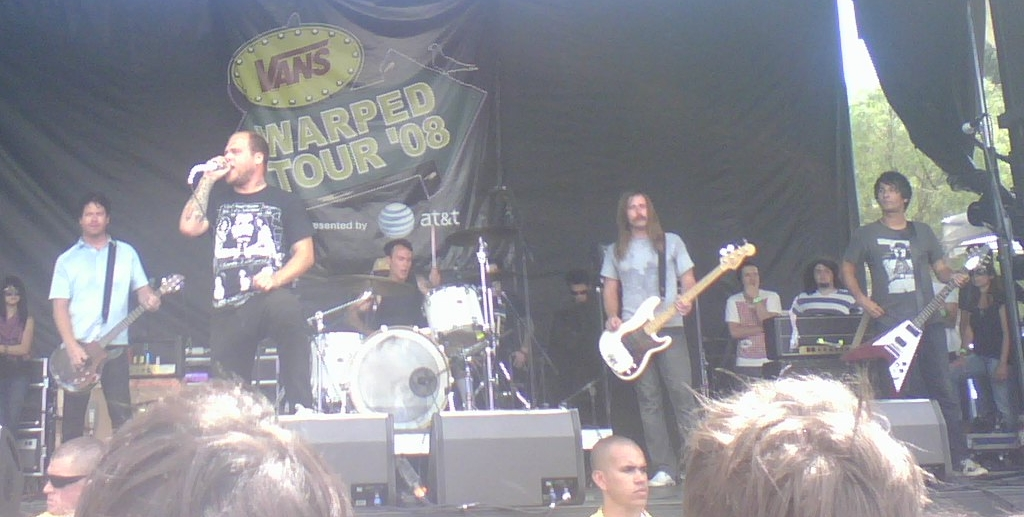
The Bronx live in 2008

The Bronx is een Amerikaanse punkband afkomstig uit Los Angeles, Californië. De band is opgericht in 2002.

## Leden
- Matt Caughthran - zang, gitaar
- Joy J. Ford - gitaar
- Ken Horne - gitaar
- James Tweedy - basgitaar
- Joey Castillo - drums

## Geschiedenis
The Bronx werd in 2002 opgericht en speelt punk met hardcore en metal invloeden. Na het spelen van twaalf shows kreeg de band een platencontract van de grote platenmaatschappij Island Def Jam Records. Door het vele toeren bouwde de band al snel een brede fanbasis uit in de Verenigde Staten, Europa en Australië.
De band bracht twee studioalbums uit (in 2003 en 2006) en twee ep's. De band bracht ook een dvd uit getiteld Live at the Annandale. Deze werd opgenomen in het Annandale Hotel in Sydney, Australië.

## Discografie

### Studioalbums
- The Bronx - 2003
- The Bronx (II) - 2006
- The Bronx (III) - 2008
- The Bronx (IV) - 2013

### Ep's
- Sure Death - 2002
- Bath! - 2003

### Livealbums
- Live at the Annandale - 2005